# 领岩鹨
领岩鹨（学名：Prunella collaris）又名領岩鷚，为岩鹨科岩鹨属的鸟类。原生於歐亞大陸和北非。

## 分類
岩鷚於1769年由奧地利博物學家喬瓦尼·安東尼奧·斯科波利首次描述。他創造了二名法Sturnus collaris，並將模式產地指定為奧地利南部的克恩頓州。種小名來自拉丁語的collaris，意為「脖子的」。 此物種現在被歸類於法國鳥類學家路易·皮耶·維亞律於1816年引入的岩鷚屬（Prunella）中。 岩鷚和高原岩鷚有時被從其他岩鷚中分離，歸入Laiscopus屬。
「accentor」一詞來自後古典拉丁語，意思是與他人一起唱歌的人。 屬名Prunella源自德語Braunelle，意為「岩鷚」，是braun（棕色）的縮小形式。
九個亞種已被確認：
- P. c. collaris (Scopoli, 1769) — 從西南歐到斯洛維尼亞和喀爾巴阡山脈，以及西北非
- P. c. subalpina (Brehm, CL, 1831) — 從克羅地亞到保加利亞和希臘，克里特島和土耳其西南部
- P. c. montana (Hablizl, 1783) — 從土耳其北部和東部到高加索及伊朗
- 领岩鹨新疆亚种 P. c. rufilata (Severtzov, 1879) — 從阿富汗東北部和巴基斯坦北部經中亞山脈至中國西部。包括阿富汗以及中国大陆的新疆等地。该物种的模式产地在突厥斯坦。[10]
- 领岩鹨西喜馬拉雅亚种 P. c. whymperi (Baker, ECS, 1915) — 喜馬拉雅山西部。分布于喜马拉雅、印度以及西藏等地。该物种的模式产地在印度。[11]
- 领岩鹨東喜馬拉雅亚种 P. c. nipalensis (Blyth, 1843) — 從喜馬拉雅山中部和東部至中國中南部和緬甸北部。包括尼泊尔、锡金、印度以及中国大陆的西藏、四川、陕西、甘肃等地。该物种的模式产地在尼泊尔。[12]
- 领岩鹨青海亚种 P. c. tibetana (Bianchi, 1905) — 西藏東部。在中国大陆，分布于青海、甘肃等地。该物种的模式产地在四川西部。[13]
- 领岩鹨东北亚种 P. c. erythropygia (R. Swinhoe, 1870) — 從哈薩克斯坦東部和西伯利亞中南部到西伯利亞東北部、日本、韓國和中國東北部。在中国大陆，分布于东北、河北、陕西、四川、甘肃、山西、山东等地。该物种的模式产地在北京和张家口之间。[14]
- 领岩鹨台湾亚种 P. c. fennelli Deignan, 1964 — 是台灣的特有亞种。分布于台灣本島。该物种的模式产地在台湾中部山地。[15]

## 描述

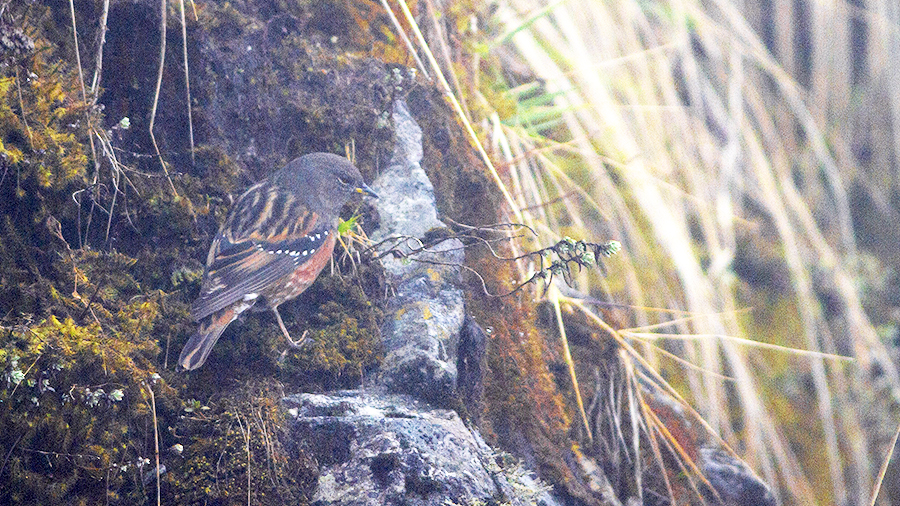
P. c. nipalensis潘戈拉卡野生動物保護區 東錫金，印度

這是一種知更鳥大小的鳥，長度為15—17.5 cm（5.9—6.9英寸），稍大於其親屬岩鷚。其背部有條紋的棕色，看起來有些像家麻雀，但成鳥頭部為灰色，下半部有紅棕色斑點。它擁有細尖的昆蟲食者喙。
雌雄外觀相似，雄性可能會有更明顯的對比。幼鳥的頭部和下半部較棕色。

## 分佈與棲地
它分佈於南溫帶歐洲的山區、黎巴嫩和亞洲，高度超過2,000米（6,600英尺）。它主要是留鳥，在較低緯度的地區過冬，但有些鳥會作為罕見的迷鳥漂泊到遠至英國。
分布于欧洲、北非、西亚、中亚、南亚、日本、台灣以及中国的新疆、西藏、青海、甘肃、山西、陕西、河北、山东、东北、四川、云南等地。
多生活于高山有些低矮植被的裸露山區，以及营巢于裸岩乱石堆的石穴中。该物种的模式产地在奧地利克恩頓。

## 繁殖

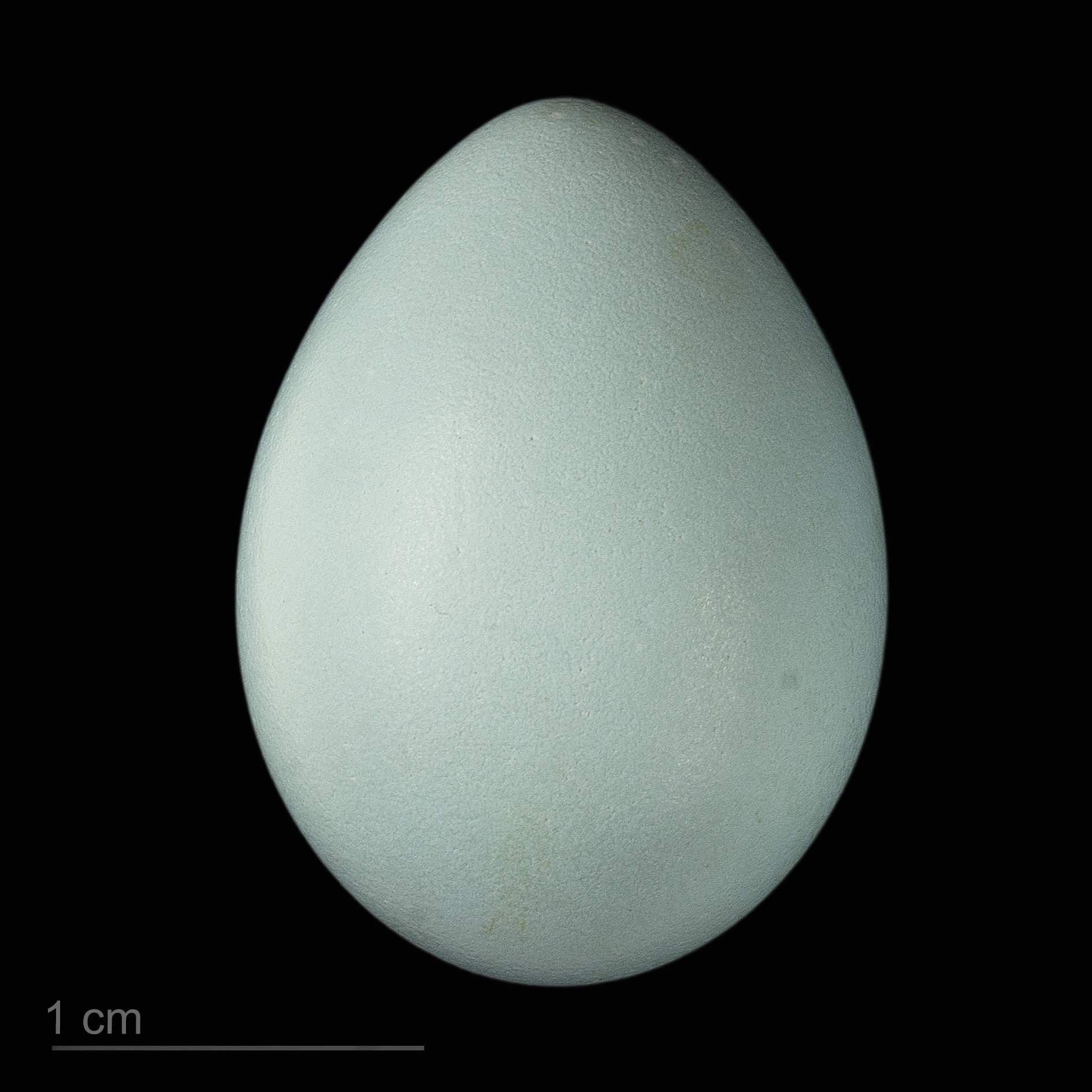
Prunella collaris collaris - 土魯斯博物館

它會在灌木叢或岩縫中築造整潔的巢，產下3至5顆無斑的天藍色卵。
其交配系統特別引人注目。繁殖範圍由3到4隻雄鳥和3到4隻雌鳥組成，這些是不相關的鳥，具有社會多雄多雌制的交配系統。雄鳥有一個支配等級，alpha雄鳥通常年紀較大。雌鳥會尋求與所有雄鳥交配，儘管alpha雄鳥可能會阻止其他低位雄鳥與其交配。雄鳥也會尋求與所有雌鳥交配。DNA指紋分析顯示，同一窩中的雛鳥常常有混合的父系血統，然而雛鳥的母親一般確定的。雄鳥會根據自己是否可能是雛鳥的親生父親，來決定是否在多個巢中提供食物。